# Нікодемус Кавікунуа
Нікодемус Кавікунуа (д/н — 12 червня 1896) — вождь східних гереро в 1890—1896 роках.

## Життєпис
Син Кавікунуа. При народженні отримав ім'я Камбагагіза. Замолоду брав участь у походах свого стрийка Магареро, вождя гереро. Десь у 1850-х роках хрестився, отримавши ім'я Нікодемус. 1858 року втратив батька.
Перед смертю Магареро був найпопулярнішим претендентом на очільника гереро, проте Магареро зробив спадкоємцем свого сина Самуеля. 1890 року по смерті Магареро спробував все ж очолити гереро, проте марно, оскільки Самуеля Магареро підтримала німецька колоніальна адміністрація. Нікодемусу було надано лише частка володінь та людей.
1896 року підтримав повстання клану овамбандеру на чолі із Кагімемуа Нгуваува. З березня діяв в околиця Гобабісу. тут до нього доєднався Едуард Ламберт, вождь нама. З травні після полону Кагімемуа фактично очолив подальше протистояння німцям. Але невдовзі зазнав поразки й потрапив у полон. Розстріляно у червні 1896 року.